# Opera Mail
Opera mail je e-mailový klient vyvinutý firmou Opera Software. Do verze 12.17 byl dostupný jako součást prohlížeče Opera, ale s příchodem verze 15.0 byl oddělen a vydán jako samostatná poštovní aplikace. V roce 2016 je dostupný pro Windows a OS X.